# Kameradschaft (Film)
Kameradschaft ist ein deutsch-französischer Spielfilm von Georg Wilhelm Pabst aus dem Jahr 1931. In Frankreich lief der Film unter dem Titel La Tragédie de la mine in den Kinos.

## Handlung
Im Bergbaugebiet an der deutsch-französischen Grenze ist das zwischenmenschliche Klima über zehn Jahren nach dem Ersten Weltkrieg noch immer vergiftet. Die Kinder der deutschen und französischen Zollbeamten spielen zwar gemeinsam Murmel, doch bei der Entscheidung, wer beim Spiel gewonnen hat, kommt es wie bei den Erwachsenen zum Streit. Kasper geht mit seinen Freunden am Wochenende über die Grenze, um sich in einer französischen Kneipe zu amüsieren, doch nicht nur die unterschiedliche Sprache führt zu Missverständnissen, die Feindschaft ist ständig spürbar.
Am nächsten Tag kommt es in der französischen Zeche Thibault zu einem schweren Grubenunglück. Mehr als 600 Bergleute werden verschüttet. Auf der deutschen Seite kehren die Bergleute gerade von der Frühschicht zurück aus der Grube, als sie von dem Unglück erfahren. Wittkopp kann die deutschen Kumpels davon überzeugen, dass sie solidarisch mit den französischen Kumpels sein müssen. Er stellt einen Rettungstrupp zusammen und erhält die Erlaubnis von der Direktion, nach Frankreich zu fahren, um dort zu helfen. Unter dem Kommando des Obersteigers fahren sie mit ihren LKWs über die Grenze und lassen sich auch von den Zollbeamten, die zu spät informiert wurden, nicht aufhalten.
Kasper beginnt zur gleichen Zeit mit seinen Freunden die Spätschicht und fährt unter Tage. Sein Freund Wilderer war tags zuvor noch von dem französischen Mädchen Françoise beim Tanz abgewiesen worden und ist nicht gut auf die Franzosen zu sprechen. Als Kasper jedoch seinen Arbeitsplatz unter Tage verlässt und in den Stollen den Weg Richtung französische Grenze sucht, folgt ihm auch Wilderer. Sie reißen das Grenzgitter nieder und können den Großvater Jacques retten, der seinen Enkel zuvor aufgefunden hat. Sie halten sich in einem Stall für die Grubenpferde auf, als dieser Stollen zusammenbricht. Nun ist auch Kasper mit seinen Freunden verschüttet. Die Rettungsarbeiten wurden inzwischen beendet. Da niemand von Kasper weiß, werden sie nur durch einen Zufall per Grubentelefon entdeckt und auch gerettet. Die Rettungsaktionen enden mit einem Verbrüderungsfest der französischen und deutschen Kumpels. Sie verstehen zwar immer noch nicht die Sprache des anderen, doch sind sie sich ihrer Gemeinsamkeit als Bergleute bewusst und versprechen sich, auch für die Zukunft zusammenzuhalten und sich nicht wieder von den Politikern in einen neuen Krieg zwischen Deutschland und Frankreich hetzen zu lassen. Die Zollbeamten reparieren dagegen das eingerissene Grenzgitter unter Tage.

## Hintergrund
Die Dreharbeiten zu diesem politischen Bergarbeiterfilm fanden zwischen Juni und September 1931 in Gelsenkirchen in den Zechen Hibernia, Alma und Consol statt. Für die Bauten des Films waren Ernő Metzner und Karl Vollbrecht verantwortlich. Die Uraufführung des Films war am 17. November 1931 im Berliner Capitoltheater. Kameradschaft war kommerziell nicht erfolgreich; er spielte nur etwa ein Drittel seiner Produktionskosten wieder ein.

## Kritiken
„Der Nerofilm ‚Kameradschaft‘ behandelt bekanntlich das schreckliche Bergwerksunglück von Courrières und hat den Unsinn aller Grenzziehungen am Beispiel dieser Katastrophe zum Thema. […] „Nicht Reportage will ich das nennen, was wir gemacht haben; viel eher wäre das Wort ‚Wochenschau‘ angebracht!“[,] sagt Pabst. Seine Schauspieler Alexander Granach, Ernst Busch und Fritz Kampers haben tatsächlich mit richtigen Kumpels gemeinsam im Stollen gearbeitet, als man diesen Film drehte. Aber auch diese Exponenten der Masse sind hier keine eigentlichen Darsteller, die ein Einzelschicksal erleiden, sondern nur Teilnehmer, Leidensgefährten aller.“

„In dokumentarischem Stil gehaltener Film, mit gleichermaßen virtuosen wie realistischen Aufnahmen der Arbeitsbedingungen unter Tage; ein packendes Zeugnis völkerverbindender Menschlichkeit.“